# Kestanepınar, Canik
Kestanepınar là một xã thuộc quận Canik, tỉnh Samsun, Thổ Nhĩ Kỳ. Dân số thời điểm năm 2010 là 198 người.